# Louis Ignarro
Louis J. Ignarro (New York, 31 maggio 1941) è un biochimico statunitense.

Nel 1998 vinse assieme a  Robert Furchgott e Ferid Murad il Premio Nobel per la medicina con la seguente motivazione:

## Biografia
Seppe di aver vinto il premio Nobel quando atterrò all'aeroporto di Capodichino a Napoli, città dove tenne la prima lezione dopo aver vinto il premio e dove, l'anno successivo, ricevette la laurea honoris causa in medicina presso la Federico II. Altro legame con Napoli è la sua origine, il padre era di Torre del Greco.
Ha lavorato  per l'azienda statunitense Herbalife, con la quale ha ideato alcuni prodotti sul miglioramento nutrizionale e alimentare. Fa parte della Fondazione Italia USA.